# Saron-sur-Aube
Saron-sur-Aube ist eine französische Gemeinde mit 270 Einwohnern (Stand: 1. Januar 2022) im Département Marne in der Region Grand Est. Sie gehört zum Arrondissement Épernay und zum Kanton Vertus-Plaine Champenoise. 

## Geografie
Die Gemeinde Saron-sur-Aube liegt an der Aube, fünf Kilometer nördlich von Romilly-sur-Seine. Sie ist umgeben von folgenden Nachbargemeinden:
| La Celle-sous-Chantemerle | Fontaine-Denis-Nuisy                        | Saint-Quentin-le-Verger |
| Villiers-aux-Corneilles   | Kompassrose, die auf Nachbargemeinden zeigt | Baudement               |
| Marcilly-sur-Seine        |                                             | Saint-Just-Sauvage      |

## Bevölkerungsentwicklung
| Jahr                       | 1962 | 1968 | 1975 | 1982 | 1990 | 1999 | 2008 | 2018 |
| -------------------------- | ---- | ---- | ---- | ---- | ---- | ---- | ---- | ---- |
| Einwohner                  | 263  | 239  | 222  | 240  | 236  | 254  | 295  | 304  |
| Quellen: Cassini und INSEE |      |      |      |      |      |      |      |      |

## Sehenswürdigkeiten

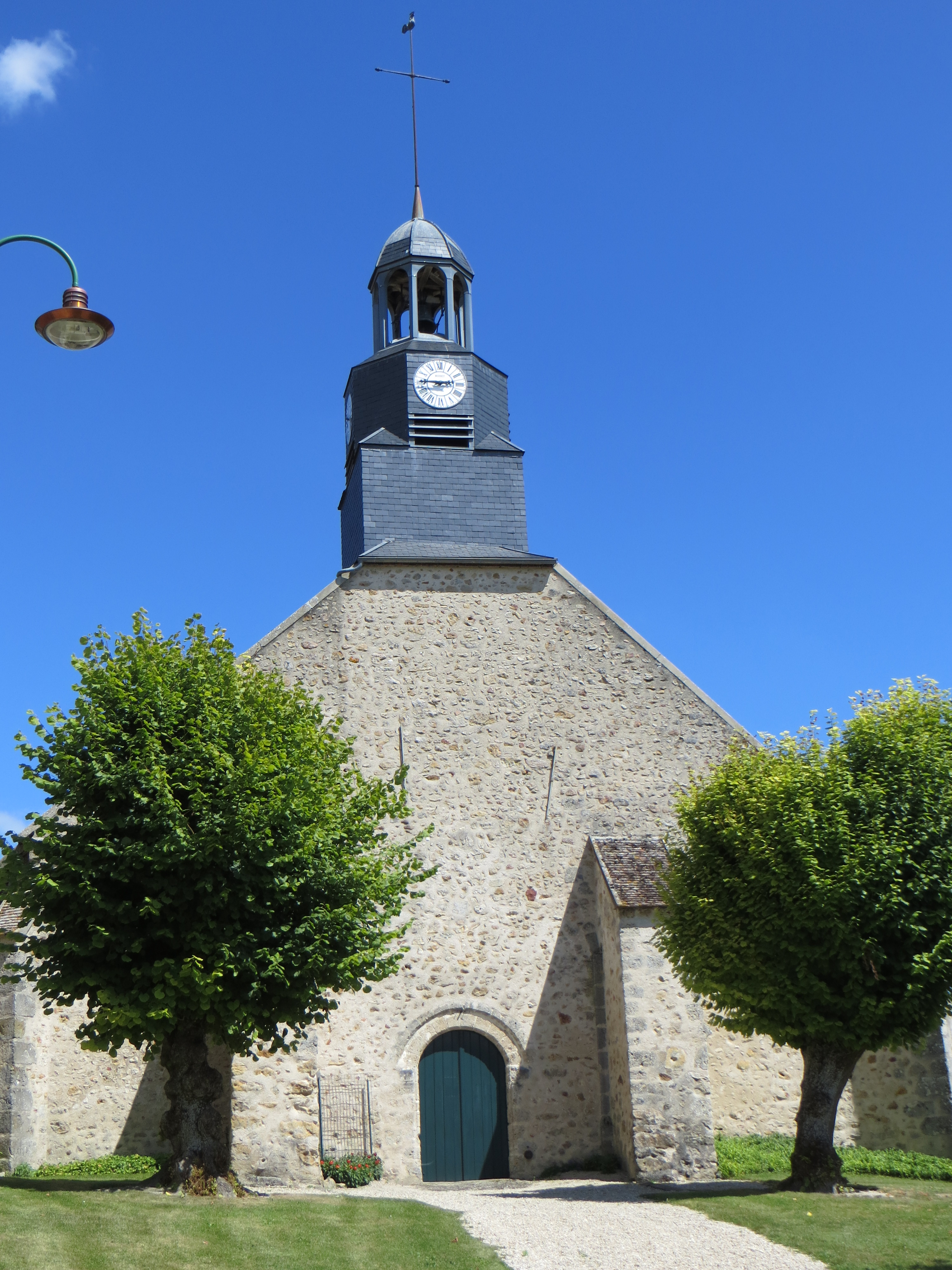
Kirche Saint-André

- Kirche Saint-André